# Bitwa na polach Pelennoru

Plany bitwy: Andrei nacu, Battle of Pelennor Fields

Bitwa na polach Pelennoru – starcie zbrojne ze stworzonej przez J.R.R. Tolkiena mitologii Śródziemia.
Jest to jedno z najważniejszych wydarzeń w fabule Władcy Pierścieni, stanowiące część wątku heroicznego, przedstawiającego wojenne zmagania Wolnych Ludów Śródziemia z siłami Władcy Ciemności, w których uczestniczy część członków Drużyny Pierścienia.
Doszło do niej w wyniku ataku armii Saurona na Minas Tirith, stolicę Gondoru, której zdobycie umożliwi podbój reszty tego królestwa i dalszych ziem. Po zdobyciu przepraw na rzece w Osgiliath, wielkie wojska Mordoru forsują fortyfikacje otaczające przedpola miasta i przystępują do jego oblężenia. Szybko łamią opór obrońców i po krótkim czasie podejmują generalny szturm, kończący się zniszczeniem bramy Minas Tirith. Od pewnej klęski Gondorczyków ratuje przybycie odsieczy Jeźdźców Rohanu. Oblężenie zostaje przerwane, a sojusznicy ścierają się z wojskami Saurona w bitwie na polach Pelennoru, rozciągających się wokół miasta. Ostatecznie, dramatyczna w przebiegu batalia, kończy się zwycięstwem Wolnych Ludów, za sprawą zaskakującego pojawienia się na placu boju wojsk Aragorna, dziedzica Isildura.
Wydarzenie to przedstawiono w księdze piątej Władcy Pierścieni, zawartej w tomie trzecim Powrót króla, w rozdziałach od czwartego do siódmego. Tolkien stworzył opis zmagań pod murami Minas Tirith, jak resztę księgi w której został on zawarty, prawdopodobnie między końcem września 1946 a końcem października 1947 roku.
Bitwa na polach Pelennoru omawiane są w przewodnikach po Śródziemiu autorstwa J.E.A. Tylera, Barbary Strachey, Roberta Fostera i Karen W. Fonstad. Poszczególne epizody tych walk są tematami często podejmowanymi przez ilustratorów prozy Tolkiena. Zmagania pod murami Minas Tirith uwzględniono również w filmowych adaptacjach Władcy Pierścieni, jak i grach, osadzonych w realiach Śródziemia.

## Bitwa na polach Pelennoru

### Odsiecz Rohirrimów
Tuż przed świtem 15 marca Wódz Nazgûli wjechał do Minas Tirith. Wydawało się, że szturm stolicy Gondoru zakończył się pełnym triumfem sił Saurona. Tylko Gandalf Biały odważył się stawić czoła królowi Upiorów Pierścienia. Jednak wojska Mordoru nie zdołały zdobyć Minas Tirith. O pierwszych kurach zabrzmiały rogi nadciągających z odsieczą Gondorowi Rohirrimów, którzy z łatwością wtargnęli na pola Pelennoru, bowiem otaczający je mur, Rammas Echor, został zburzony przez orków. Jeźdźcy Rohanu natarli w trzech grupach:
- na prawej flance éoredy Wschodniej Marchii prowadzone przez Elfhelma;
- w centrum Gwardia Królewska i jeźdźcy z Zaciągu Edoras pod wodzą króla Rohanu, Théodena oraz jego następcy, Éomera;
- na lewym skrzydle oddziały Zachodniej Marchii Grimbolda.

Wiatr od Morza szybko rozegnał ciemności Saurona, zasłaniające niebo, a w świetle słońca szarżujący Rohirrimowie zepchnęli zaskoczonych wrogów ku Anduinie. Opanowali całą północną połać Pelennoru i przerwali pierścień oblężenia wokół Minas Tirith.

### Śmierć wodzów
Jednak na południe od miasta zgromadziły się nietknięte zastępy Mordoru, składające się z Haradrimów. W starciu z nimi, Théodenowi udało się rozbić wrogą konnicę i zabić ich wodza, ale niedługo potem strzała przebiła bok rumaka króla Rohanu, Śnieżnogrzywego, który padł, przygniatając monarchę, przez co ten skonał kilka chwil później. W tym momencie zaatakował Wódz Nazgûli, dosiadający skrzydlatej bestii. Rozproszył Gwardię Królewską, jednak i jego dosięgła zguba – w dramatycznym pojedynku księżniczka Éowina, która potajemnie ruszyła na wyprawę, z pomocą hobbita Merry’ego Brandybucka, zabiła Upiora Pierścienia. Wypełniono w ten sposób przepowiednię elfa Glorfindela:

Nigdy już nie wróci do tej krainy. Zguba dosięgnie go daleko stąd, nieprędko i nie z ręki męża.

### Kontratak sił Mordoru
Po zgonie Théodena, Éomer przejął dowództwo nad Rohirrimami. Zaskoczony odnalezieniem własnej siostry na polu bitwy i przekonany o jej śmierci, poprowadził Jeźdźców Rohanu do desperackiej szarży na Haradrimów. Potężnym natarciem rozgromił ponownie wrogą jazdę i całkowicie rozbił ich piechotę. Jednak atak ten załamał się na linii olbrzymich mûmakili, wokół których skupili się południowcy.
Tymczasem z Minas Tirith wyszli do walki w polu wszyscy żołnierze Gondoru pod dowództwem księcia Imrahila. Piechurzy natarli na oddziały z Minas Morgul zebrane przy południowym murze miasta, natomiast kawaleria ruszyła na odsiecz Rohirrimom. Jednak w tym momencie nadciągnęły z Osgiliath rezerwowe oddziały Mordoru (głównie Easterlingowie i Variagowie) pod dowództwem Gothmoga. Część tych sił ruszyła, aby powstrzymać konnicę Gondorczyków, a reszta okrążyła, wraz z Haradrimami, Jeźdźców Rohanu, w odległości około mili od nadrzecznej przystani Harlond. W tej sytuacji Éomer zebrał swoich podkomendnych na niewielkim pagórku, gdzie zamierzał bronić się do końca.

### Flota z południa
Wtem na Anduinie spostrzeżono flotę, składającą się z kilkunastu okrętów o czarnych żaglach. Wszyscy początkowo sądzili, że to Korsarze z Umbaru, którzy przesądzą o wyniku bitwy na korzyść wojsk Saurona. Jednak wkrótce na jednym ze statków rozwinięto sztandar z godłem królów Gondoru – Białym Drzewem pod Siedmioma Gwiazdami i koroną na czarnym tle. Okazało się, iż na pole bitwy przybywa Aragorn II na czele Szarej Drużyny i sił gondorskich lenników z południowych prowincji. Jego flota przybiła do Harlondu, a żołnierze zeszli z okrętów i zaatakowali Haradrimów od tyłu. Przebili się łatwo przez zaskoczonych nieprzyjaciół do Rohirrimów. Wkrótce połączone wojska Rohanu i Gondoru rozbiły wroga i zaczęły go spychać ku rzece. Batalia jednak trwała długo, aż do wieczora, bowiem większość oddziałów Saurona nie poddała się, tylko walczyła do ostatniego żołnierza. Jedynie garstce niedobitków udał się zbiec do Mordoru.

### Po bitwie
Batalia na polach Pelennoru, niezwykle dramatyczna w przebiegu, ostatecznie zakończyła się zwycięstwem Rohirrimów i Gondorczyków, którzy okupili je zapewne dużymi stratami. Ocalono jednak od upadku Minas Tirith, a także ziemie położone na zachód od tego miasta. Najpewniej bowiem, gdyby została zdobyta stolica Gondoru, armie Saurona łatwo zalałyby inne regiony. Była to największa bitwa całej Wojny o Pierścień, jak i największa batalia Trzeciej Ery, choć trzeba zaznaczyć, iż nie przesądziła o wyniku tego konfliktu.

## Inspiracje historyczne
Przy tworzeniu wizji batalii pod murami Minas Tirith, Tolkien mógł czerpać inspiracje z historycznych wydarzeń. Być może takim zdarzeniem była bitwa na Polach Katalaunijskich (451), stoczona między siłami rzymsko-wizygockimi a armią Hunów i ich germańskich poddanych pod wodzą Attyli. Ściślej rzec ujmując, zainspirować Tolkiena mógł opis tej bitwy zawarty w dziele De origine actibusque Getarum (Getica), pióra Jordanesa. Taki pogląd wyraża między innymi Tom Shippey w pracy Droga do Śródziemia.
Dla Tolkiena, pasjonującego się językiem i dziejami Gotów, jedną z inspiracji przy tworzeniu Jeźdźców Rohanu były właśnie informacje dotyczące tego historycznego plemienia. Stąd też pewne podobieństwa między Rohirrimami a Gotami – przywiązanie do koni, jak i oparcie armii na konnicy. Również słabnący Gondor dzieli pewne cechy z upadającym Imperium Rzymskim (wysoka kultura, utrata kolejnych terytoriów, dawne centrum państwa staje się miejscem kolejnych starć).
W powieściowej bitwie, podobnie jak na Polach Katalaunijskich według Jordanesa, raz po raz, przewagę zdobywa jedna lub druga z walczących stron. Zarówno w szeregach Gondoru i Rohanu, jak pod sztandarem Saurona walczą ludzie, tak samo wojownicy z plemion germańskich w 451 roku służyli i w armii rzymskiej, i w pod komendą Attyli. W obu bitwach, w ten sam sposób, przygnieceni przez swoje konie, śmierć ponoszą królowie – Tedoryk gocki i Théoden z Rohanu. Zarówno u Jordanesa, jak i we Władcy Pierścieni, polegli władcy upamiętnieni są w strofach wierszy. U obu autorów pojawia się również przepowiednia, związana z batalią. W powieści Tolkiena dotyczy ona losu Wodza Nazgûli, którego nie może zabić żaden mężczyzna. Z kolei Jordanes podaje, iż Attyli przed walką wywróżono przegraną, ale zarazem zapowiedziano, że śmierć poniesie wódz jego przeciwników (co też się stało z Teodorykiem).
Oprócz starcia na Polach Katalaunijskich, wymienia się także inne słynne starcia, które mogły w jakimś stopniu inspirować twórcę Władcy Pierścieni. Da się dostrzec pewne podobieństwo między szarżą Rohirrimów na początku batalii a atakiem konnicy Ostrogotów Totily pod Busta Gallorum (552). Z kolei ogólny schemat bitwy na polach Pelennoru – odsiecz sojuszników, która dociera pod oblężoną stolicę i pod jej murami walczy z wrogiem – może wskazywać na pewna inspirację odsieczą wiedeńską (1683).

## Ekranizacja Petera Jacksona
W trylogii filmowej Władcy Pierścieni, w reżyserii Petera Jacksona, sceny bitwy na polach Pelennoru są jednymi z najbardziej widowiskowych fragmentów części trzeciej, Powrotu króla. Jednak wiele epizodów filmowej batalii odbiega od opisu z powieści.

### Wersja kinowa

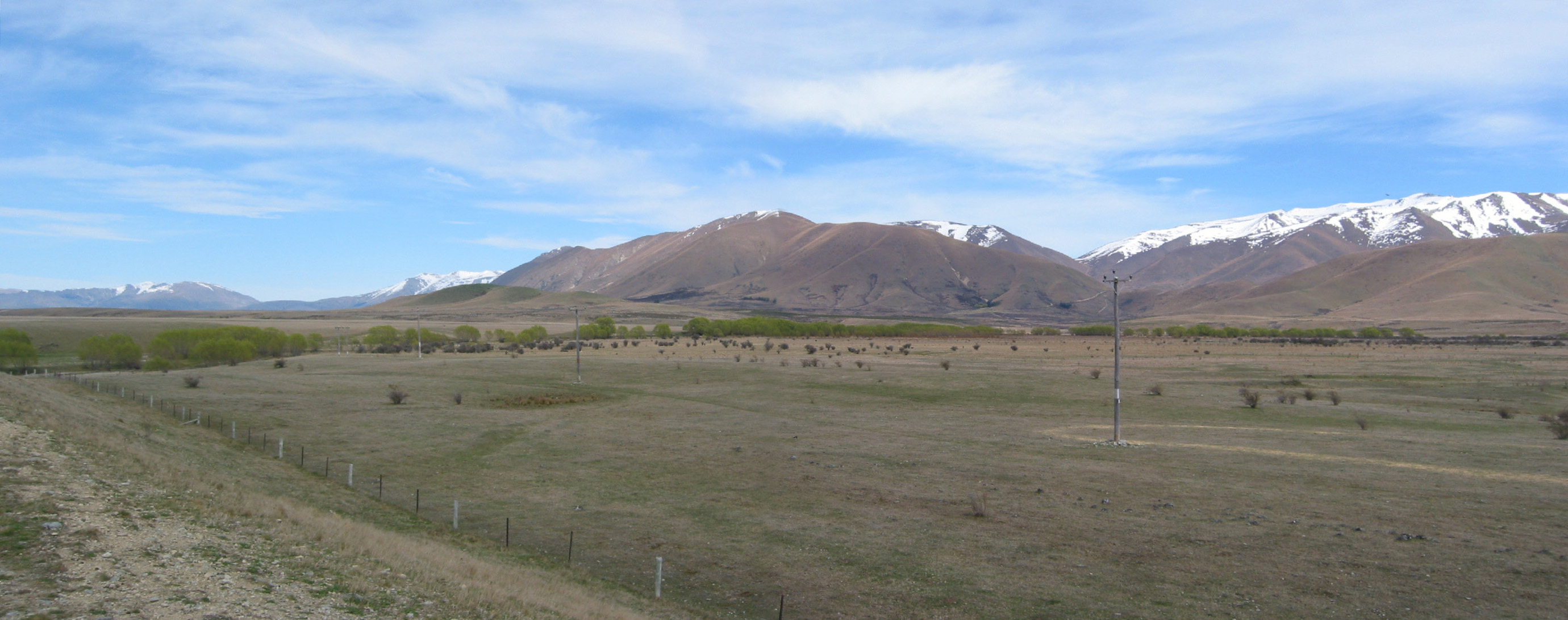
Równina w okolicach nowozelandzkiego miasteczka Twizel, miejsce kręcenia części scen bitwy

W filmie Rohirrimowie pojawiają się na polach Pelennoru w momencie, gdy orkowie dowodzeni przez Gothmoga, wdzierają się do Minas Tirith. Widowiskowa szarża jeźdźców Théodena rozbija siły Mordoru. Jednak w momencie, jak się zdaje, pełnego zwycięstwa, od strony Osgiliath nadciągają Hardrimowie na mûmakilach. Jeźdźcy Rohanu szarżują na nich, lecz ponoszą znaczne straty. Tymczasem w Minas Tirith żołnierze Gondoru rozpaczliwie bronią się przed wrogami, barykadując się za bramą jednego z wyższych poziomów miasta. W tym samym czasie, gdy król Théoden próbuje na nowo sformować swoich podkomendnych do walki z Haradrimami, atakuje go Wódz Nazgûli. Monarcha pada przygnieciony swym koniem, jednak w tym momencie spieszona Éowina staje do walki z Upiorem, i po dłuższej walce, zabija go, z pomocą Meriadoka. Wtedy też pojawia się flota korsarska, lecz z okrętów, do ataku na zaskoczonych orków, ruszają Aragorn, Legolas, Gimli oraz Umarli z Dunharrow. Ostatecznie zjawy niszczą wszystkie wrogie oddziały.

### Wersja reżyserska
W wersji reżyserskiej filmu (wydanej na DVD) dodano kilka nowych scen do bitwy:
- pojawienie się Rohirrimów przerywa walkę Wódza Nazgûli z Gandalfem, w momencie gdy ten pierwszy zdaje się być pewien zwycięstwa (zrzuca czarodzieja z Cienistogrzywego i łamie jego różdżkę) – król Upiorów na dźwięk rohańskich rogów porzuca miejsca walki i odlatuje na skrzydlatej bestii;
- scena szarży Jeźdźców Rohanu na mûmakile wzbogacona jest o kilka nowych ujęć;
- po utracie konia Éowina i Merry walczą jeszcze z kilkoma orkami i Haradrimami;
- po zabiciu Wodza Nazgûli Éowina musi próbować bronić się przed Gothmogiem, którego ostatecznie zabijają Gimli i Aragorn.

## Gra planszowa
Batalia pod Minas Tirith stała się inspiracją również dla gier planszowych. Przedstawiającą tę bitwę grę Gondor Richarda H. Berga i Lindy Mosca, wydało w 1984 roku po polsku, wydawnictwo Encore pod nazwą Bitwa na polach Pelennoru. Nakładem tego samego wydawnictwa ukazała się też inna gra umieszczona w Śródziemiu, Wojna o Pierścień.
Gra składa się z dwunastostronicowego podręcznika oraz planszy heksogonicznej, mającej 3924 pól, na których to przedstawiono pola Pelennoru, jak również Minas Tirith. Uwzględniono na niej wszelkie elementu krajobrazu: mury, bramy, skały, góry, tunele, szańce, lasy i zagajniki, jak i trzy drogi (do Rohanu, Minas Morgul i Pelargiru).
Rozgrywka odbywa się turowo w czasie których gracze poruszają się swoimi żetonami po planszy i walczą. Starcia rozstrzygają specjalne statystyki oraz rzuty kostką. Jeden z graczy dowodzi broniącymi się wojskami Gondoru i Rohanu, zaś drugi armią Saurona. Wszystkich tur jest szesnaście.
Kluczowe są tury druga (nadciągają posiłki wojsk Mordoru) oraz piąta (przybycie Jeźdźców Rohanu). Pod koniec gry następuje „powrót króla”, kiedy to przybywa z odsieczą Aragorn.
W grze pojawiają się różne postacie specjalne, takie jak Éomer czy Khamûl. Gandalf i Wódz Nazgûli mogą dodatkowo rzucać potężne czary. Z jednostek specjalnych trzeba wspomnieć o Grondzie, wielkim taranie jakiego użyto przy oblężeniu. Oddziały są podzielone na łuczników, piechotę, kopijników, toporników, jazdę, kuszników, Uruk-hai, gwardię pałacową, mûmakile, ciężką jazdę, trolle czy wreszcie łuczników konnych. Te same oddziały orków i ludzi mają różne statystyki. Przeciętna rozgrywka może trwać od dwóch do pięciu godzin.
W 2010 roku powstała również wersja cyfrowa gry (do wydruku) stworzona przez grupę Mania, prowadzoną przez Łukasza Nyarla Delipacy. Gra została ubrana w nową szatę graficzną oraz została poprawiona. Grupa Mania zapowiedziała również liczne dodatki do niej.

## Gry komputerowe
Wielkie starcie na polach Pelennoru pojawia się także w tego rodzaju grach, jako jeden z poziomów. Tak jest w strategii Władca Pierścieni: Bitwa o Śródziemie (2004) oraz grach akcji Władca Pierścieni Powrót Króla (2003), Władca Pierścieni: Podbój (2009) i Władca Pierścieni: Wyprawa Aragorna (2010). We wszystkich tych przypadkach sceneria pola walki, jak i wygląd postaci wzorowany jest na wizji Śródziemia z filmu Jacksona.